# Münzgeldwechsler

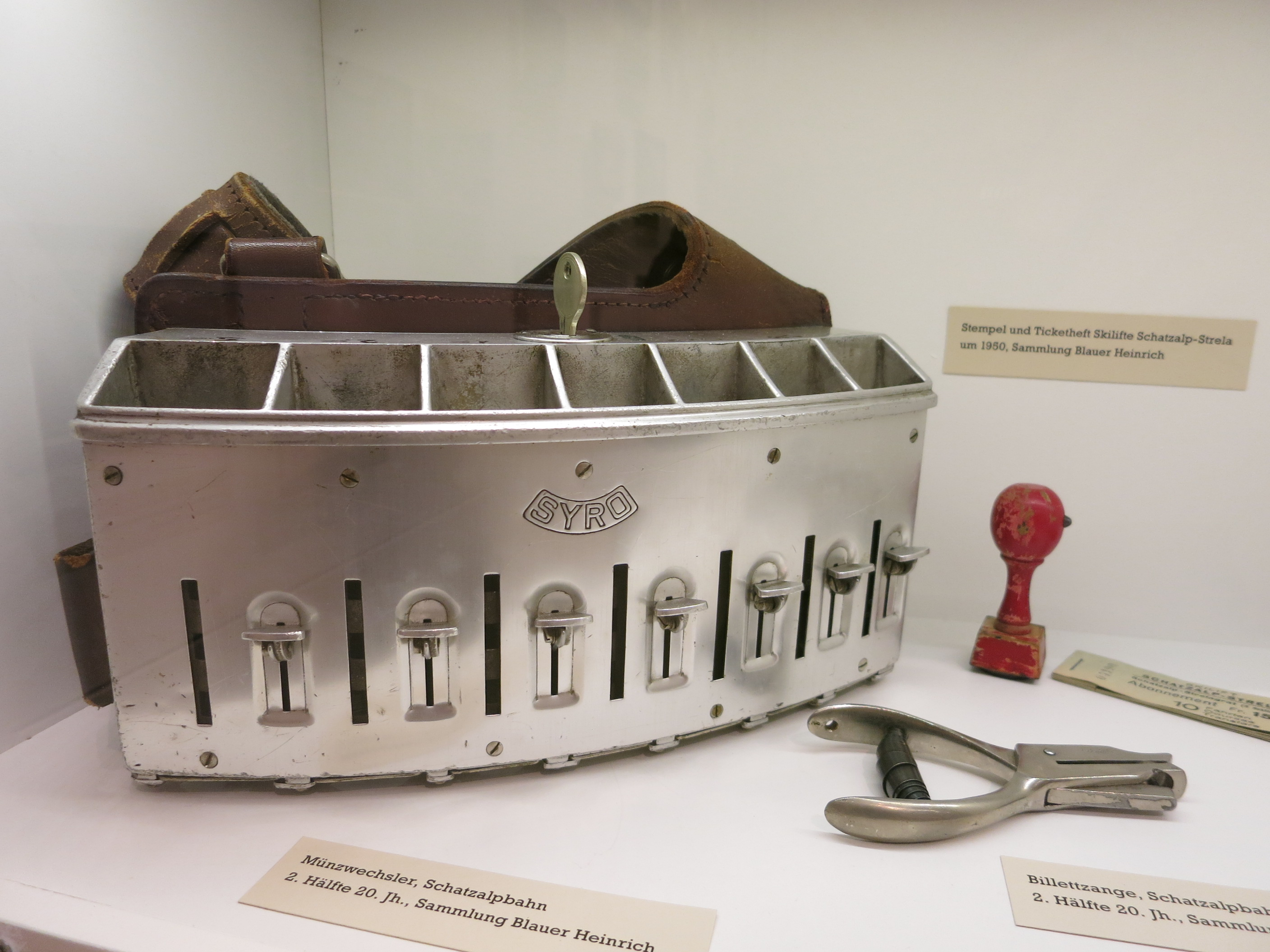
SYRO-Münzwechsler Schatzalp-Bahn Davos, um 1950

Als Münzgeldwechsler, Münzwechsler oder Geldwechsler bezeichnet man ein Gerät für die Münzverarbeitung, das zum Wechseln von Geld in Münzform verwendet wird.
Münzwechsler findet man
- bei Verkaufsautomaten wie z. B. Ticket- oder Kaffeeautomaten
- beim Personentransport im öffentlichen Verkehr, also bei Bahnen, Bergbahnen, Bussen, Schiffen usw.
- bei Anlässen wie Ausstellungen, Konzerten und Sport-Veranstaltungen.

Die waren rein mechanisch von Hand zu bedienen, z. B. vom Schaffner oder Kondukteur. Diese ersten Münzwechsler werden, wie der SYRO-Geldwechsler, auch heute noch (Stand 2021) in über 25 Ländern täglich eingesetzt. Die neuen Varianten sind beim Fahrersitz von Bussen eingebaut.
Im Aufbau sind alle Geldwechsler ähnlich. Der obere Bereich ist für die Erkennung und Sortierung der Münzen zuständig. Im unteren Bereich werden die eingeworfenen Münzen in Münztuben gespeichert und bei Bedarf ausgezahlt. Die Anzahl der Münztuben unterscheidet sich von Gerät zu Gerät und richtet sich nach den Umgebungsanforderungen; gängig sind vier, fünf oder sechs Tuben.
Die Kommunikation mit dem Automaten kann über verschiedene Schnittstellen sichergestellt werden, z. B. MDB, BDV oder auch USB.
Sollte sich zu wenig Wechselgeld im Geldwechsler befinden, so erscheint die Anzeige „Bitte abgezähltes Geld einwerfen“ am Automaten. Dies ist nicht gewünscht, weswegen eine hohe Geldwechselkapazität erforderlich ist.